# Ronnie McFall
Ronald Joseph McFall, detto Ronnie (Portadown, 18 luglio 1945), è un allenatore di calcio ed ex calciatore nordirlandese, tecnico del Glentoran.
Ha allenato ininterrottamente per quasi 30 anni (dal 21 dicembre 1986 al 5 marzo 2016) la squadra nordirlandese del Portadown, con cui ha vinto 21 trofei in totale. In seguito al ritiro di Sir Alex Ferguson, avvenuto il 19 maggio 2013, McFall è diventato il più longevo allenatore del mondo allora in attività. Il 5 marzo 2016 ha rassegnato le sue dimissioni da tecnico del Portadown, lasciando così il primato ad Arsène Wenger dell'Arsenal.
L'allenatore David Jeffrey, che ha guidato il Linfield per 17 anni (dal 1997 al 2014), ha definito McFall come "il padrino" dei manager nordirlandesi.

## Carriera
Ex difensore di Portadown, Dundee United, Ards e Glentoran, chiude la carriera da calciatore nel 1979. Da calciatore vince un titolo nordirlandese, tre Gold Cup, una Carlsberg Cup, una Texaco Cup e una Ulster Cup.
Nel 1979 inizia la carriera da allenatore nel Glentoran, andando a conquistare un titolo nazionale, tre Ulster Cup, una coppa nazionale e una Gold Cup, andando in panchina in 137 incontri di campionato fino al 1984. Da allenatore, debutta nelle competizioni calcistiche europee giocando la Coppa dei Campioni 1981-1982: ai sedicesimi il Glentoran elimina il Progrès Niedercorn (5-1) e agli ottavi di finale ai nordirlandesi riesce l'impresa di ribaltare il 2-0 subito a Sofia contro il CSKA, concludendo sul 2-0 la partita di ritorno: nei tempi supplementari i bulgari hanno la meglio, passando il turno con l'1-2 (3-2 complessivo).
Il 21 dicembre 1986 arriva al Portadown, la squadra della sua città natale. Al suo quarto anno, McFall porta a casa il primo titolo nella storia del club.
In seguito vince altri tre titoli nazionali, tre coppe dell'Irlanda del Nord, due coppe di lega, una supercoppa, un campionato di seconda divisione, una Gold Cup, due Ulster Cup, tre Floodlit Cup e sei Mid-Ulster Cup.
Ha totalizzato, al 23 novembre 2013, 1000 presenze nel campionato nordirlandese e 1658 incontri in tutte le competizioni.

## Palmarès

### Giocatore

#### Competizioni nazionali
- Gold Cup: 3

Portadown: 1971-1972
Glentoran: 1976-1977, 1977-1978
- Carlsberg Cup: 1

Portadown: 1972-1973
- Texaco Cup: 1

Portadown: 1973-1974
- IFA Premiership: 1

Glentoran: 1976-1977
- Ulster Cup: 1

Glentoran: 1976-1977

### Allenatore

#### Club

##### Competizioni nazionali
- IFA Premiership: 5

Glentoran: 1980-1981
Portadown: 1989-1990, 1990-1991, 1995-1996, 2001-2002
- Ulster Cup: 5

Glentoran: 1981-1982, 1981-1982, 1983-1984
Portadown: 1990-1991, 1995-1996
- Irish Cup: 2

Glentoran: 1982-1983
Portadown: 1990-1991
- Gold Cup: 2

Glentoran: 1982-1983
Portadown: 1992-1993
- Irish League Floodlit Cup: 3

Portadown: 1990-1991, 1992-1993, 1994-1995
- Mid-Ulster Cup: 6

Portadown: 1992-1993, 1993-1994, 1994-1995, 1997-1998, 2001-2002, 2002-2003
- Irish League Cup: 2

Portadown: 1995-1996, 2008-2009
- IFA Charity Shield: 1

Portadown: 1999
- IFA Championship: 1

Portadown: 2008-2009

#### Individuale
- Allenatore nordirlandese dell'anno: 5

1981, 1990, 1991, 1996, 2002